# Върбени (дем Въртокоп)
Вижте пояснителната страница за други значения на Върбени.
Върбени (на гръцки: Νέα Ζωή, Неа Зои, в превод нов живот) е село в Егейска Македония, Гърция, област Централна Македония, дем Въртокоп (Скидра).

## География
Селото е разположено на 130 m надморска височина, на около 12 km североизточно от демовия център Въртокоп (Скидра) в областта Сланица. Селото е в  Драгоманския пролом, през който река Строница (Умин дол) излиза от Мъглен.

## История
В местността Териклия, източно от Върбени има останки от праисторическо селище.

### В Османската империя
В началото на XX век Върбени е малък чифлик във Воденска каза на Османската империя. В „Етнография на вилаетите Адрианопол, Монастир и Салоника“, издадена в Константинопол в 1878 година и отразяваща статистиката на населението от 1873 година, Върбени (Varbéni) е посочено като село във Воденска каза с 56 къщи и 233 жители българи. Към края на XIX век българското население се изселва и на негово място се заселват цигани. Според статистиката на Васил Кънчов („Македония. Етнография и статистика“) в 1900 година Върбени има 21 жители цигани.

### В Гърция
По време на Балканската война в 1912 година в селото влизат гръцки части и селото остава в Гърция след Междусъюзническата война в 1913 година. При преброяването от 1912 година селото е отбелязано с език цигански и религия мюсюлманска. Мюсюлманското население на Върбени е изселено в Турция в 1924 година по силата на Лозанския договор и на негово място са заселени гърци бежанци от Понт и Кавказ. В 1928 година селото е чисто бежанско със 71 бежански семейства и 272 жители бежанци.
По време на Гражданската война селото пострадва силно и населението му е евакуирано.
Селото произвежда тютюн и пшеница и се занимава и със скотовъдство.
| Име         | Име            | Ново име    | Ново име     | Описание                                   |
| ----------- | -------------- | ----------- | ------------ | ------------------------------------------ |
| Мала Горица | Μικρή Γκορίτσα | Дасаки      | Δασάκι       | възвишение в Паяк на СИ от Върбени (296 m) |
| Шейтанка    | Σεϊτάκα        | Дяволотопос | Διαβολότοπος | възвишение на Ю от Върбени (301 m)         |

| Година    | 1913 | 1920 | 1928 | 1940 | 1951 | 1961 | 1971 | 1981 | 1991 | 2001 | 2011 | 2021 |
| --------- | ---- | ---- | ---- | ---- | ---- | ---- | ---- | ---- | ---- | ---- | ---- | ---- |
| Население |      |      | 266  | 344  | 269  | 281  | 228  | 246  | 189  | 201  | 151  | 128  |